# Keavon Milton
Keavon Milton (Canton, 23 giugno 1990) è un giocatore di football americano statunitense che gioca nel ruolo di offensive lineman per i Dallas Cowboys della National Football League (NFL). Al college giocò a football alla Louisiana-Monroe University.

## Carriera professionistica

### New Orleans Saints
Dopo non essere stato scelto nel Draft 2013, il 28 aprile Milton firmò con i New Orleans Saints. Fu svincolato il 31 agosto 2013.

### Cleveland Browns
Il giorno successivo, Milton firmò con i Cleveland Browns con cui nella stagione 2013 disputò 8 partite. Fu svincolato il 25 agosto 2014.

### Seattle Seahawks
Nel dicembre 2014, Milton firmò con i Seattle Seahawks, debuttando con la nuova maglia nella penultima gara della stagione regolare contro gli Arizona Cardinals.

## Palmarès

### Franchigia
- National Football Conference Championship: 1

Seattle Seahawks: 2014

## Statistiche
| Partite             | 9 |
| Partite da titolare | 0 |

Statistiche aggiornate alla stagione 2015